# Hallo Hallo
"Hallo Hallo" ("Alô! Alô")  foi a canção que representou a Dinamarca no Festival Eurovisão da Canção 1990, realizado em Zagreb, ex-Jugoslávia, na atual Croácia. Foi interpretada em dinamarquês por Lonnie Devantier. Foi a 11.ª canção a ser interpretada na noite do evento, a seguir à canção israelense "Shara Barkhovot", interpretada por Rita e antes da canção helvética "Musik klingt in die Welt hinaus", interpretada por Egon Egemann. No final, a canção dinamarquesa terminou em oitavo lugar, tendo recebido 64 pontos.  Fpi uma das poucas canções dinamarquesas no Festival Eurovisão da Canção sem uma versão em língua inglesa.

## Autores
- Letrista: Keld Heick
- Compositores: John Hatting e Torben Lendager
- Orquestrador: Henrik Krogsgaard

## Letra
A canção é cantada na perspetiva de uma mulher tentando comunicar com o seu amado por telefone. Infelizmente para ela, sempre que tenta falar com ele, ela apenas obtém a resposta de um secretária eletrônica/atendedor de chamadas e assim sente que está ficando maluca. 

## Fonte e ligações externas
- (em inglês) Letra e outras informações